# إسبي مزغت
إسبي مزغت أو المسجد الأبیض (طالشية:اسپی مزگت، أي المسجد الأبیض) هو معبد ومسجد تاريخي يعود إلى عصر ساسانيون، ويقع في مقاطعة رضوان شهر.یقال إن هذا المبنی كان معبد نار کبیر وأثري الذي تم تحویله إلی المسجد بعد انتشار الإسلام فی تلک المنطقة منذ القرن الثالث من الهجرة وأقيم فيه الصلاة لفترة طویلة.